# Thermoplasma
Thermoplasma es un género de microorganismos del dominio Archaea. Pertenece a la clase Thermoplasmata, que prospera en ambientes ácidos y de alta temperatura.  Thermoplasma es un anaerobio facultativo que respira azufre y carbono orgánico. No tiene pared celular, pero en vez de ello dispone de una membrana única compuesta principalmente de un lipoglicano tetra-éter que contiene un lípido tetra-éter unido a un oligosacárido que contiene glucosa y manosa. Este lipoglicano es presumiblemente responsable de la estabilidad ácida y térmica de la membrana de Thermoplasma. 
Actualmente el género Thermoplasma comprende dos especies, T. acidophilum y T. volcanium. Ambas especies tienen numerosos flagelos. T. acidophilum fue aislado originalmente de una pila de carbón encendida a pH 2 y 59 °C.  Numerosas cadenas de T. volcanium se han aislado en manantiales termales sulfurosos en muchos lugares. Los genomas de ambas especies han sido secuenciados.

## Información adicional
- Thermoplasma acidophilum
- The genome sequence of the thermoacidophilic scavenger Thermoplasma acidophilum

- Datos: Q3013170
- Multimedia: Thermoplasma / Q3013170
- Especies: Thermoplasma